# Heterodontus zebra
El suño acebrado (Heterodontus zebra) es un tiburón cornudo de la familia Heterodontidae, que habita en el océano Pacífico occidental subtropical entre las latitudes 40° N y 20º , a profundidades de entre 50 y 200 m.
Su reproducción es ovípara.

## Hábitat
Se localiza en el Pacífico Occidental a una profundidad de 50m, específicamente en el sur del mar de China. En Australia Occidental alcanza niveles más profundos que llegan a alcanzar los 150 a 200 metros de profundidad.

## Morfología
Sus aletas dorsales poseen espinas, tiene aleta anal y un patrón de rayas similares a las de una cebra cubriendo todo su cuerpo. Estas rayas son verticales, estrechas y oscuras.
Llega a medir hasta 122 cm de largo en su etapa adulta, los machos inmaduros miden 44 cm y en su etapa de madurez alcanzan los 64 a 84 cm. Los neonatos miden al menos 15 cm.

## Nombres alternos
En Japón también suelen llamarlo tiburón cuerno de cebra, tiburón Port Jackson, tiburón rayado de siluro, tiburón cabeza de toro.